# Шевченко (Владимировский сельский совет)
Шевченко (укр. Шевченко) — село в Доманёвском районе Николаевской области Украины.
Основано в 1936 году. Население по переписи 2001 года составляло 33 человека. На 2022 население составляет ровно 11 человек. Почтовый индекс — 56455. Телефонный код — 5152. Занимает площадь 0,722 км².

## Местный совет
56455, Николаевская обл., Доманёвский р-н, с. Владимировка, ул. Ленина, 26